# 6 Persei
6 Persei är en misstänkt variabel i Andromedas stjärnbild. Trots sin Flamsteed-beteckning tillhör den inte Perseus stjärnbild. Den ligger på gränsen mellan stjärnbilderna och fick byta tillhörighet vid översynen av gränser mellan stjärnbilderna år 1930 och benämns efter bytet av stjärnbild ofta med sin HD-beteckning, HD 13530.
6 Per varierar mellan visuell magnitud +5,25 och 5,32 utan någon fastställd periodicitet.